# Szepesi egyházmegye

Szlovákia egyházmegyéi 2008-tól

A szepesi egyházmegye (szlovákul: Spišská diecéza, latinul: Dioecesis Scepusiensis) a latin rítusú katolikus egyházhoz tartozó egyházmegye Szlovákiában. Az egyházmegye 1776. március 13-án jött létre Mária Terézia javaslatára. Kiterjedése 7 802 km². A Kassai főegyházmegyei szuffragán egyházmegyéje. Székhelye Szepeshely.

## Szervezet

### Az egyházmegyében szolgálatot teljesítő püspökök
- A megyéspüspöki pozíció betöltetlen (sede vacante, az apostoli kormányzó Ján Kuboš segédpüspök)
- Ján Kuboš, segédpüspök (kinevezve 2020. márciusius 25-én)
- Andrej Imrich, nyugalmazott segédpüspök (kinevezve 1992. június 4-én, nyugállományban 2015. október 15. óta)

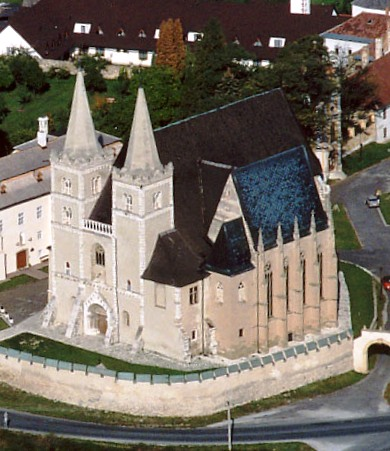
A szepeshelyi püspöki Szent Márton székesegyház

### Területi beosztás
Espereskerületek:
- Alsókubin (Dolný Kubín)
- Árvanádasd (Trstená)
- Igló (Spišská Nová Ves)
- Késmárk (Kežmarok)
- Liptószentmiklós (Liptovský Mikuláš)
- Lőcse (Levoča)
- Námesztó (Námestovo)
- Ólubló (Stará Ľubovňa)
- Poprád (Poprad)
- Rózsahegy (Ružomberok)
- Savnik (Spišský Štiavnik)
- Szepesófalu (Spišská Stará Ves)
- Szepesváralja (Spišské Podhradie)

## Statisztika
| Év   | Lakosság | Katolikusok | Katolikusok aránya | Plébániák | Egyházmegyés papok | Szerzetes papok | Papok együtt | Szerzetesek | Szerzetes-nővérek |
| ---- | -------- | ----------- | ------------------ | --------- | ------------------ | --------------- | ------------ | ----------- | ----------------- |
| 1949 | 324 780  | 306 931     | 94,5%              | 162       | 264                | 42              | 306          | 53          | 485               |
| 1969 | 479 005  | 392 594     | 82,0%              | 152       | 187                | ?               | 187          | ?           | 19                |
| 1980 | 504 841  | 411 137     | 81,4%              | 155       | 203                | 25              | 228          | 29          | 139               |
| 1990 | 546 413  | 439 392     | 80,4%              | 155       | 186                | 42              | 228          | 44          | 206               |
| 2000 | 585 432  | 435 894     | 74,5%              | 172       | 291                | 31              | 322          | 37          | 307               |
| 2002 | 584 667  | 441 554     | 75,5%              | 175       | 295                | 42              | 337          | 49          | 286               |

## Szomszédos egyházmegyék
- Rozsnyói egyházmegye (délnyugat)
- Zsolnai egyházmegye (nyugat)
- Krakkói főegyházmegye (északnyugat)
- Tarnówi egyházmegye (észak)
- Kassai főegyházmegye (délkelet)